# ليف طهور
ليف طاهور (بالعبرية: לב טהור) والتي تعني قلب نقي هي طائفة يهودية حريدية، تتبع شكلًا صارمًا من الممارسات اليهودية. وعمومًا، تتبع المجموعة، التي أسّسها شلومو هيلبرنز، صيغة صارمة من الشريعة اليهودية، بما في ذلك ممارساتها الخاصة مثل جلسات الصلاة المطولة، والزواج المدبر بين المراهقين، والأغطية السوداء للنساء من الرأس إلى أخمص القدمين. انتقلت المجموعة بشكل متكرر، حيث أجبرت أغلبية أعضائها في الآونة الأخيرة على المغادرة في أغسطس من عام 2014 من مدينة سان خوان لا لاغونا في غواتيمالا بعد فرارهم من المشاكل مع السلطات الحكومية في مقاطعات أونتاريو وكيبيك في كندا. وفي عام 2016 داهمت سلطات غواتيمالا المجمع لجماعة ليف طهور بعد ابلاغها بأن قادة المجموعة يسيئون للأطفال بشكل خطير.
أجريت عدة تحقيقات في كندا بما يحدث داخل المجموعة المغلقة، وتحدثت تقارير عن اعتداءات جنسية وتصرفات عنيفة وزواج قاصرين. وأشارت التقارير إلى استخدام اساليب سلطة عنيفة، مثل إرغام فتيات على الزواج من رجال أكبر منهم، والعقوبات الجسدية، واستخدام الأدوية النفسية. وتتجنب ليف طهور التكنولوجيا، وترتدي النساء في المجموعة ملابس سوداء تغطيهن من الرأس وحتى الأقدام، كاشفين الوجه وحده، وقيادتها معادية للصهيونية بشدة. لُقبت بمسمى «طالبان اليهودية» من جانب عدد من وسائل الإعلام. بالمقابل لمؤسس الجماعة شلومو هيلبرنز والمجتمع المحلي إن جميع التغطية الإعلامية حولهم غير عادلة، وأن المراسلين (سواء كانوا من الصحف العلمانية أو الدينية) يقتبسون الشائعات والتصريحات المسيئة عنهم بدلًا من محاولة معرفة الحقيقة.